# Manon Melis
Gabriëlla Maria „Manon” Melis (Rotterdam, 1986. augusztus 31. –) holland női válogatott labdarúgócsatár.

## Pályafutása

### Klubcsapatokban
Karrierje java részét Svédországban töltötte. Az LdB FC Malmö csapatával három Damallsvenskan bajnoki címet, egyénileg pedig három gólkirálynői címet jegyzett. Játszott még a Linköpings és a Kopparbergs/Göteborg együtteseiben, mielőtt az amerikai Seattle Reign-hoz igazolt.

### A válogatottban
2004. április 25-én Belgium elleni 3-0-ás győztes mérkőzésen mutatkozott be a válogatottban. Pályafutása során 136 mérkőzésen 59 találatot jegyzett narancs színekben 2016 márciusában bejelentett visszavonulásáig.

## Sikerei

### Klubcsapatokban
Svéd bajnok (3):
- LdB FC Malmö (3): 2010, 2011, 2013

 Svéd szuperkupa győztes (1):
- LdB FC Malmö (3): 2011

### A válogatottban
Hollandia
- Ciprus-kupa ezüstérmes: 2011[2]
- Ciprus-kupa bronzérmes: 2010[3]

### Egyéni
Svéd gólkirálynő (2): 2008 – (23 gól), 2010 – (25 gól), 2011 – (16 gól)

## Magánélete
Édesapja Harry Melis korábban a Feyenoord és az ADO Den Haag labdarúgója volt.